# 水野忠房
水野 忠房（みずの ただふさ）は、江戸時代中期の周防守水野家（忠増流）の世嗣。官位は従五位下・周防守。

## 略歴
信濃国松本藩主・水野忠直の三男。
水野忠位の養子となり、宝永3年（1706年）徳川綱吉に御目見する。正徳元年（1711年）に叙任したが、翌年早世した。代わって、水野忠定を養子に迎え嫡子とした。